# Kostel svatého Hippolyta Římského (Paříž)
Kostel svatého Hippolyta Římského (fr. Église Saint-Hippolyte) je katolický farní kostel ve 13. obvodu v Paříži na Avenue de Choisy.

## Historie
První kostel svatého Hippolyta se nacházel v 19. století v ulici Rue Saint-Hippolyte v úrovni dnešního domu č. 12 na Boulevardu Arago ve čtvrti Croulebarbe. Byl zbořen a nově vystaven na dnešním místě v letech 1909-1924 podle plánů architekta Julese Godefroy Astruca.